# Organi della chiesa di San Giacomo a Lubecca

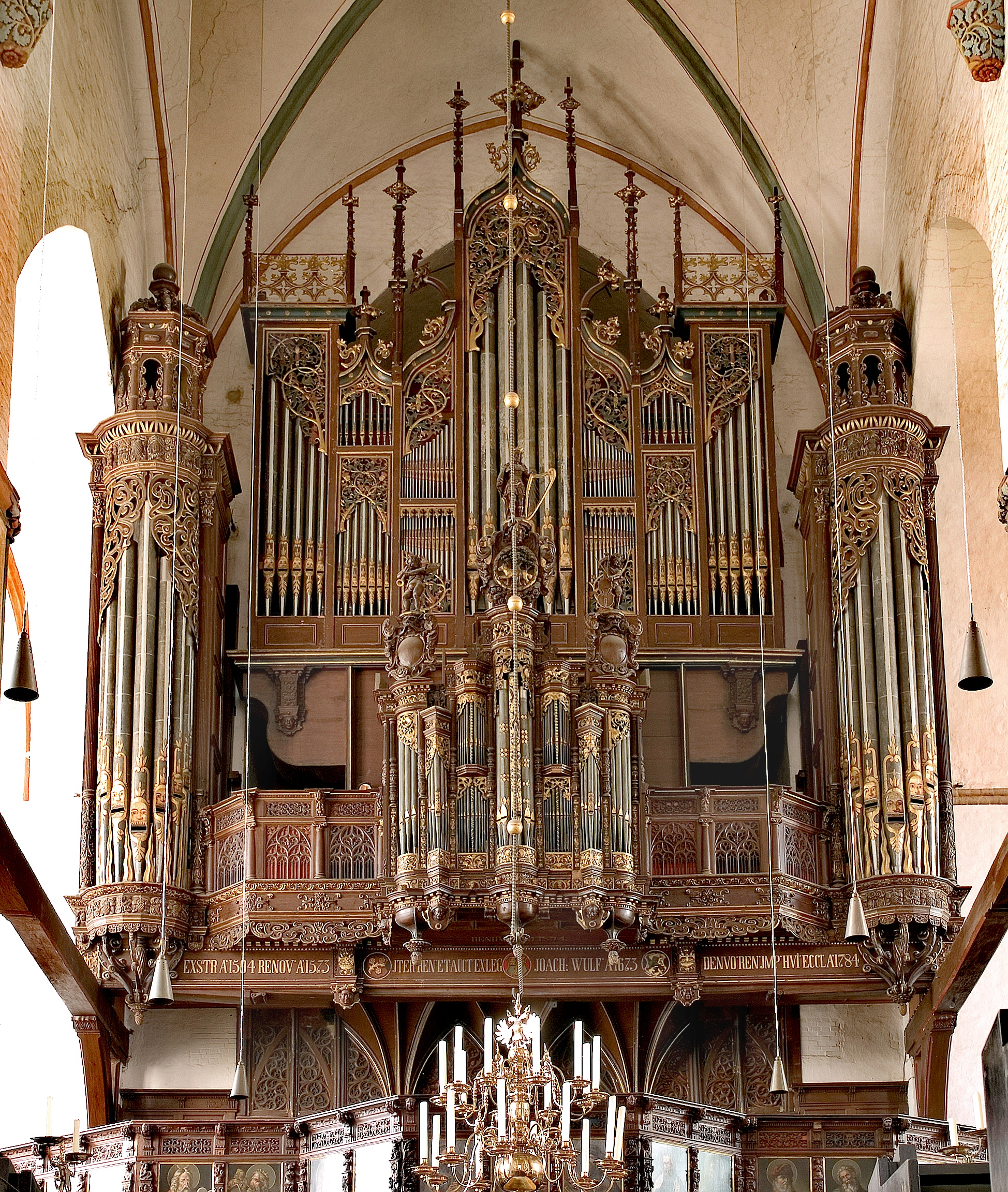
Il Große Orgel della chiesa di San Giacomo a Lubecca.

Con organi della chiesa di San Giacomo ci si riferisce a tre strumenti costruiti a Lubecca, in Germania. 

## Il Große Orgel

### Storia
Le prime notizie circa l'attività organistica a Lubecca risalgono al XIV secolo. Dal 1466 è attestata la presenza, all'interno della chiesa di San Giacomo, di un blockwerk, un antico organo medioevale, posizionato da Peter Lasur nel 1504 all'interno di una cassa in stile gotico. Hans Köster, nel 1572-1573, vi aggiunse un rückpositiv, e, nel 1671-1673, Jochim Richborn realizzò il brustwerk e le due torri di basseria. La facciata dell'hauptwerk, attualmente, presenta ancora le canne del principale da 16' appartenute al blockwerk del 1466.
Nel corso dei secoli successivi lo strumento subì varie modifiche: Julius Bünting, nel 1740, aggiunse tre registri da 8', un nuovo somiere, un oberwerk e un trombone da 32' nella pedaliera. Nel 1890 un artista sconosciuto decorò le canne della facciata con volti umani. Nel 1891 si decise di abbandonare l'impostazione fonica barocca in favore di quella ottocentesca, e i lavori vennero eseguiti dalla ditta Marcussen nel 1894. Nel 1935 Hugo Distler sostenne la necessità di tornare alle sonorità barocche, proponendo un restauro filologico dello strumento. Tuttavia, l'eliminazione delle numerose componenti ottocentesche e l'installazione di una nuova trasmissione meccanica si rivelò un lavoro troppo complesso. Lo strumento venne allora ricostruito secondo i canoni barocchi da Karl Kemper nel 1935. Durante la seconda guerra mondiale le canne vennero tolte e riposte in una camera sotterranea al riparo dai bombardamenti. L'organo, poi, fu rimontato fra il 1957 e il 1965 da Emanuel Kemper, il quale ricostruì 50 dei 68 registri e realizzò una nuova trasmissione meccanica.
Nel 1981 fu deciso di riportare lo strumento alle sue condizioni originarie del 1673, senza però ignorare alcune delle aggiunte successive. I lavori vennero affidati all'organaro Karl Schuke, che li terminò nel 1984: la cassa, che minacciava di crollare, venne riparata e completamente restaurata, i registri storici furono restaurati e vennero rimossi quelli moderni. Schuke, inoltre, costruì una nuova catenacciatura.

### Caratteristiche tecniche
Attualmente l'organo è a trasmissione interamente meccanica, il corista del La corrisponde a 442 Hz e il temperamento è equabile. La disposizione fonica è la seguente:
| Primo manuale - Rückpositiv |        |
| Principal                   | 8'     |
| Gedackt                     | 8'     |
| Quintadena                  | 8'     |
| Octav                       | 4'     |
| Blockflöte                  | 4'     |
| Sesquialtera                | II     |
| Octav                       | 2'     |
| Quint                       | 1' 1/3 |
| Scharff                     | V-VI   |
| Cymbel                      | III    |
| Dulcian                     | 16'    |
| Trechterregal               | 8'     |
| Krummhorn                   | 8'     |
| Tremulant                   |        |

| Secondo manuale - Hauptwerk |         |
| Principal                   | 16'     |
| Octav                       | 8'      |
| Spillpfeife                 | 8'      |
| Octav                       | 4'      |
| Flöte                       | 4'      |
| Quint                       | 2' 2/3  |
| Octav                       | 2'      |
| Mixtur                      | VI-VIII |
| Scharff                     | IV      |
| Trompete                    | 16'     |
| Trompete                    | 8'      |
| Zink                        | 8'      |

| Terzo manuale - Oberwerk |        |
| Bordun                   | 16'    |
| Offenflöte               | 8'     |
| Viola da Gamba           | 8'     |
| Schwebung                | 8'     |
| Principal                | 4'     |
| Querflöte                | 4'     |
| Rohrnassat               | 2' 2/3 |
| Spitzflöte               | 2'     |
| Terzflöt                 | 1' 3/5 |
| Sifflöte                 | 1'     |
| Mixtur                   | V      |
| Fagott                   | 16'    |
| Trompete                 | 8'     |
| Oboe                     | 8'     |

| Quarto manuale - Brustwerk |        |
| Holzgedackt                | 8'     |
| Principal                  | 4'     |
| Rohrflöte                  | 4'     |
| Nassat                     | 2' 2/3 |
| Octav                      | 2'     |
| Waldflöte                  | 2'     |
| Terz                       | 1' 3/5 |
| Quint                      | 1' 1/3 |
| Scharff                    | IV     |
| Vox humana                 | 8'     |
| Tremulant                  |        |

| Pedal        |         |  |
| Untersatz    | 32'     |  |
| Principal    | 16'     |  |
| Subbaß       | 16'     |  |
| Quintbaß     | 10' 2/3 |  |
| Octav        | 8'      |  |
| Gemshorn     | 8'      |  |
| Octav        | 4'      |  |
| Gedackt      | 4'      |  |
| Rauschpfeife | III     |  |
| Hintersatz   | IV      |  |
| Posaune      | 32'     |  |
| Posaune      | 16'     |  |
| Trompete     | 8'      |  |
| Trompete     | 4'      |  |

### Galleria d'immagini

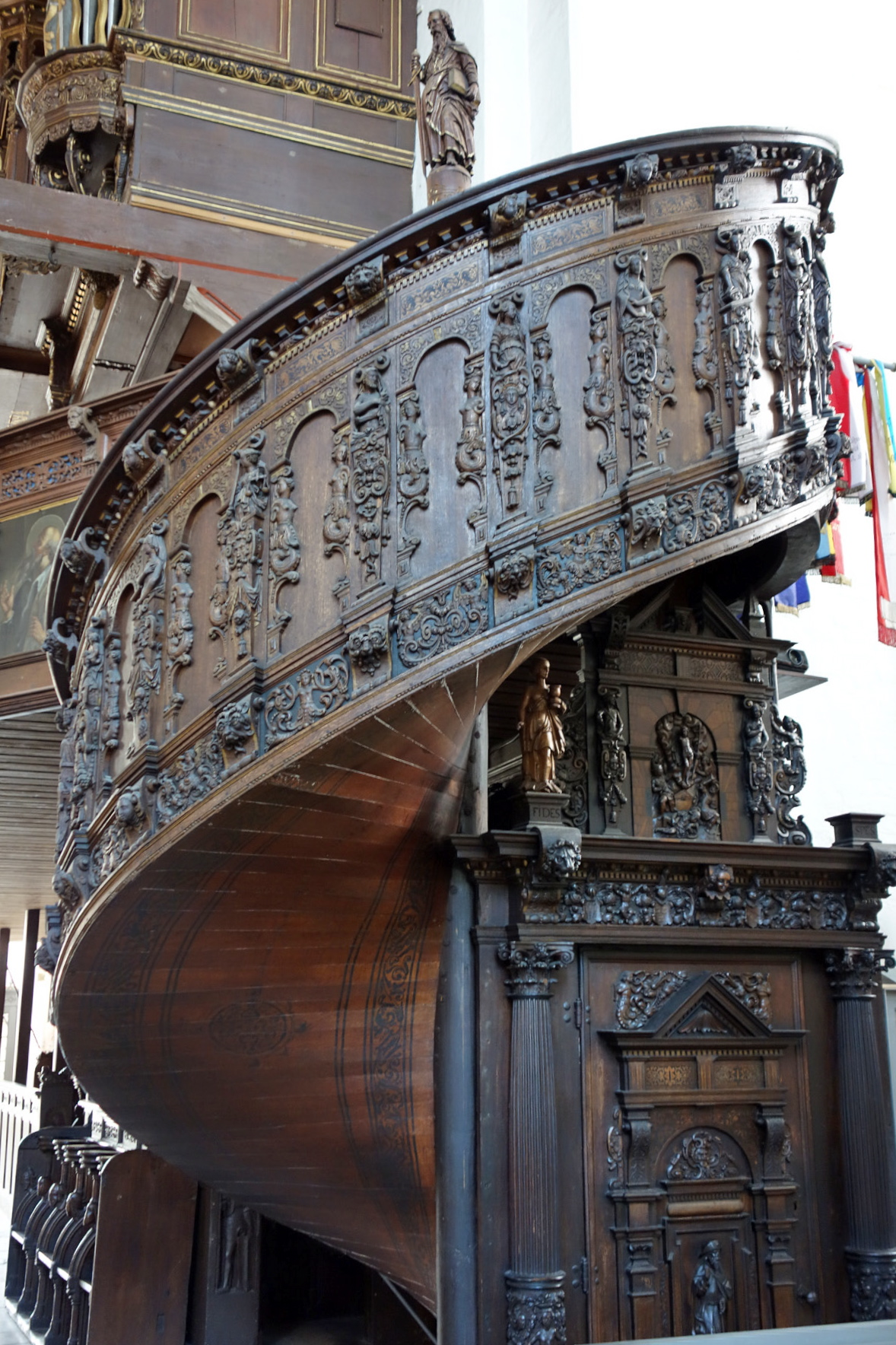
La scala di accesso.
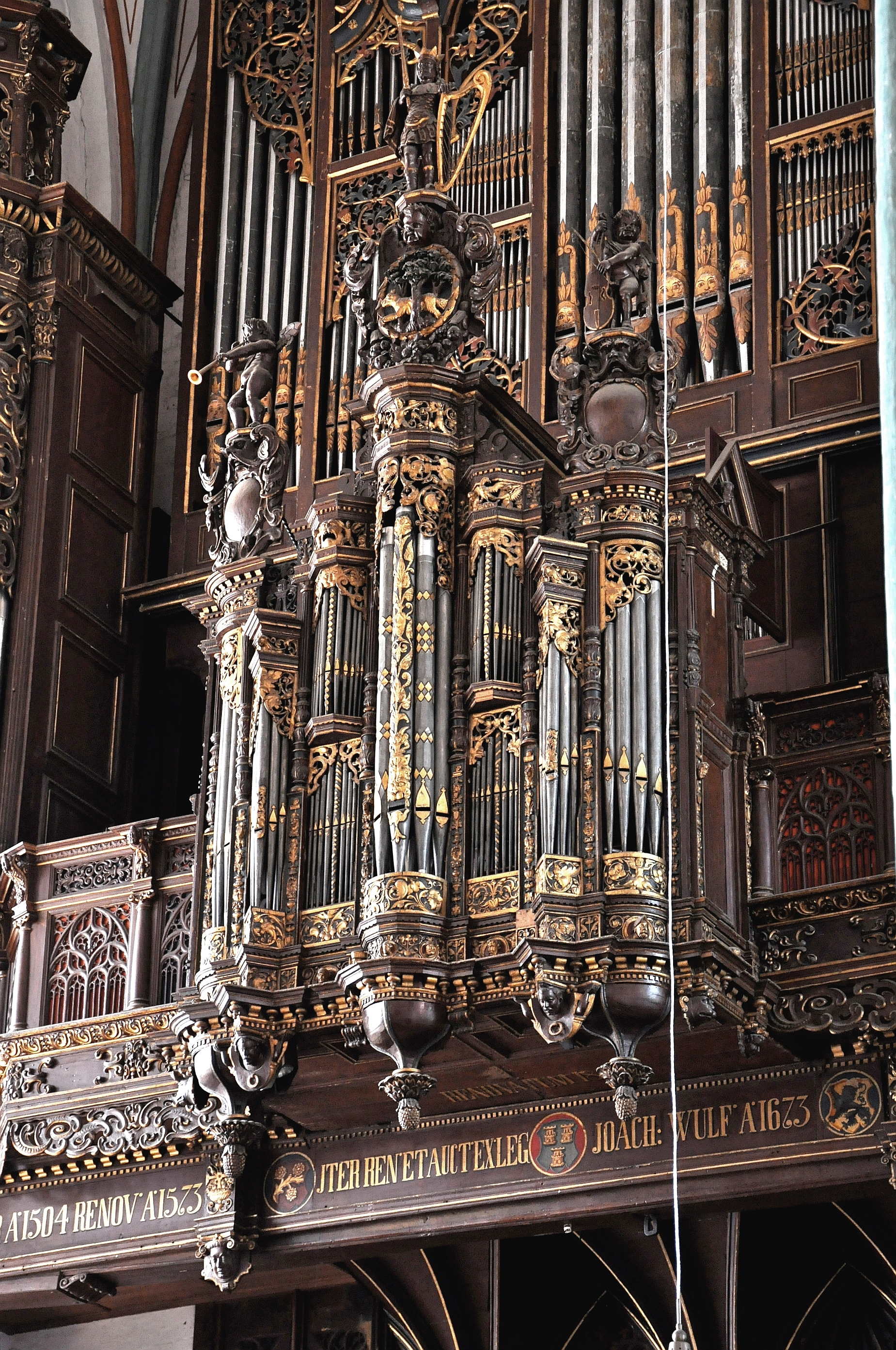
Il rückpositiv.
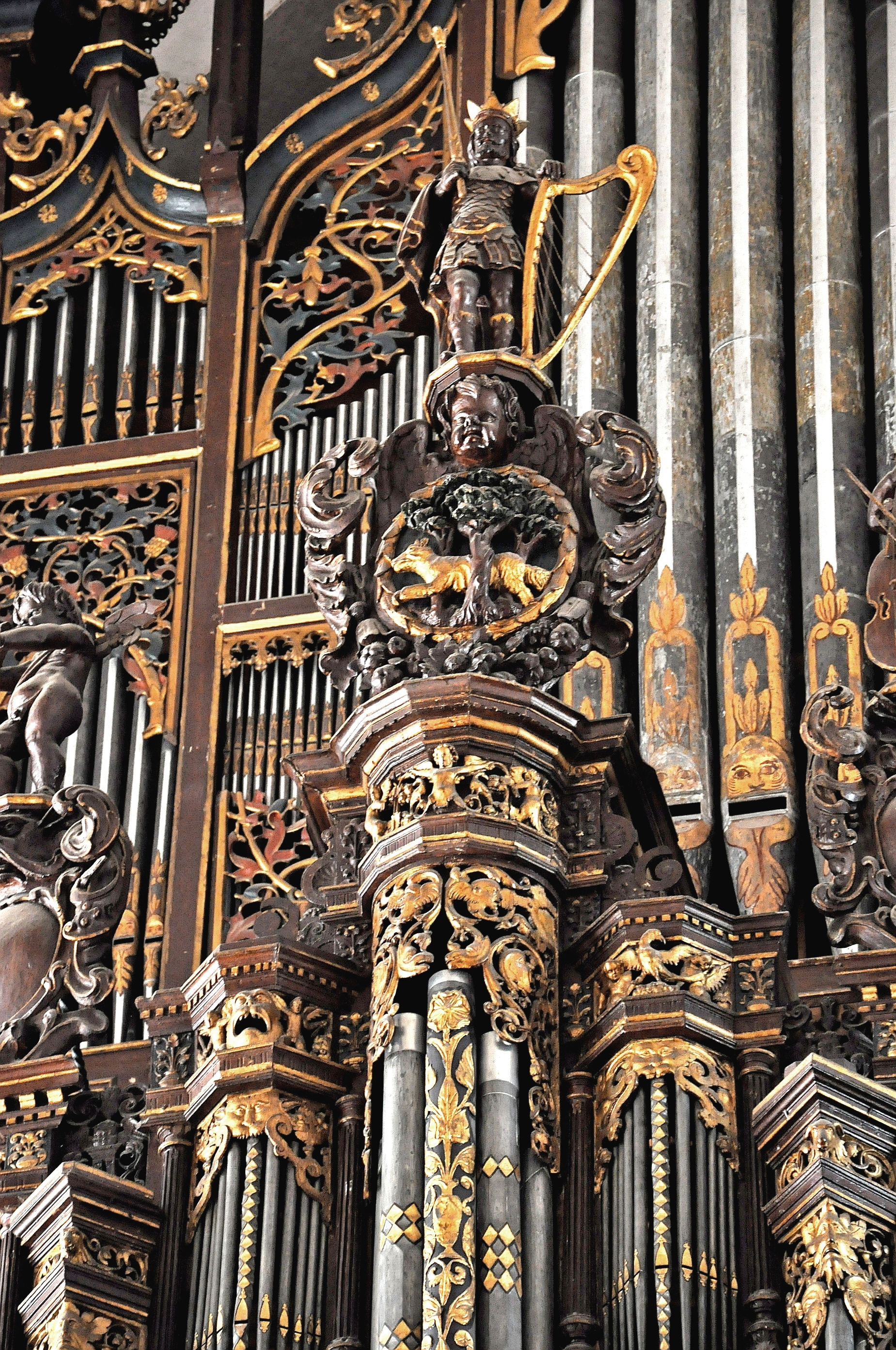
La decorazione in cima al rückpositiv.
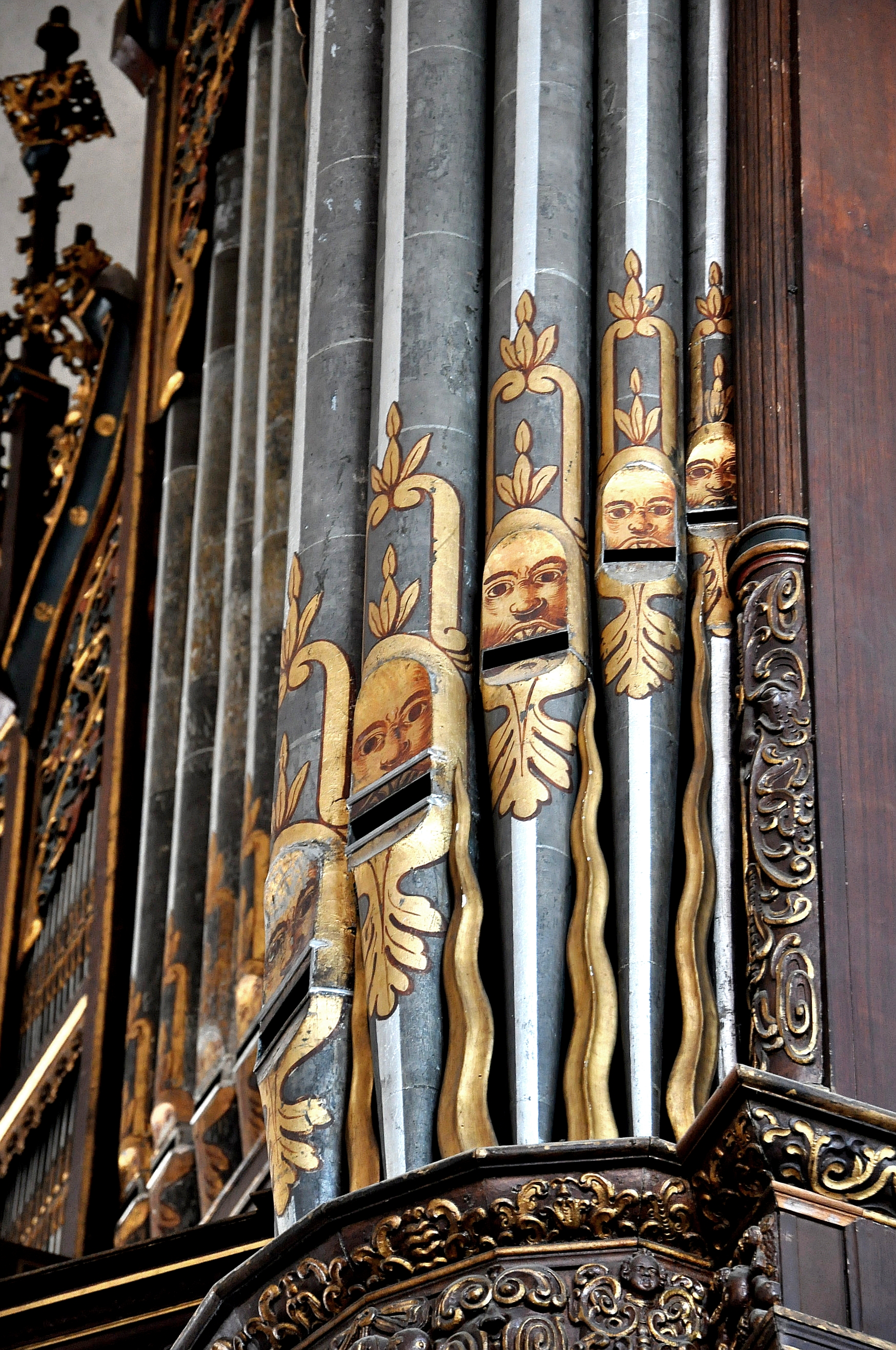
Particolare della torre di basseria.
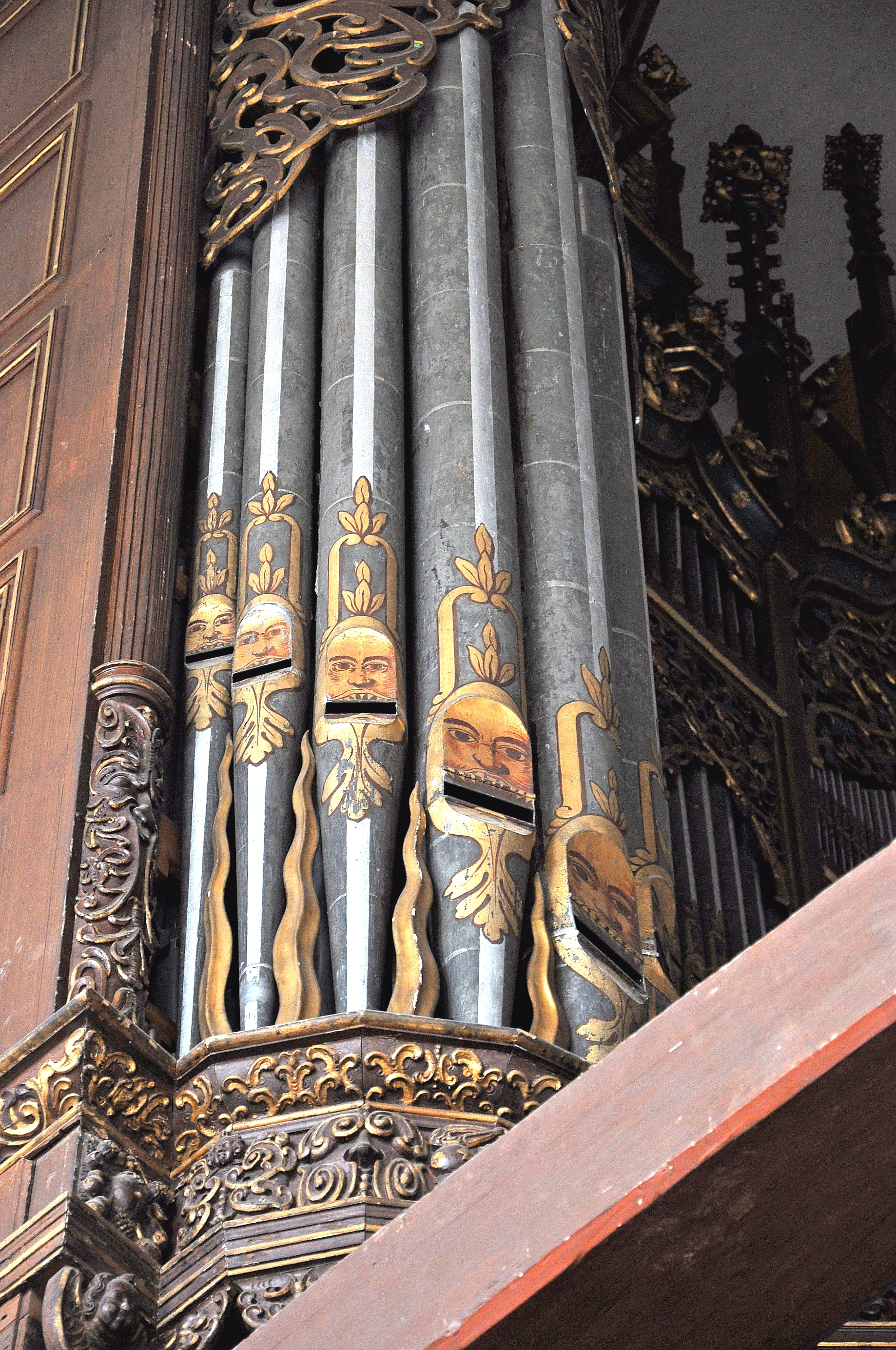
Particolare della torre di basseria.

## Il Kleine Orgel

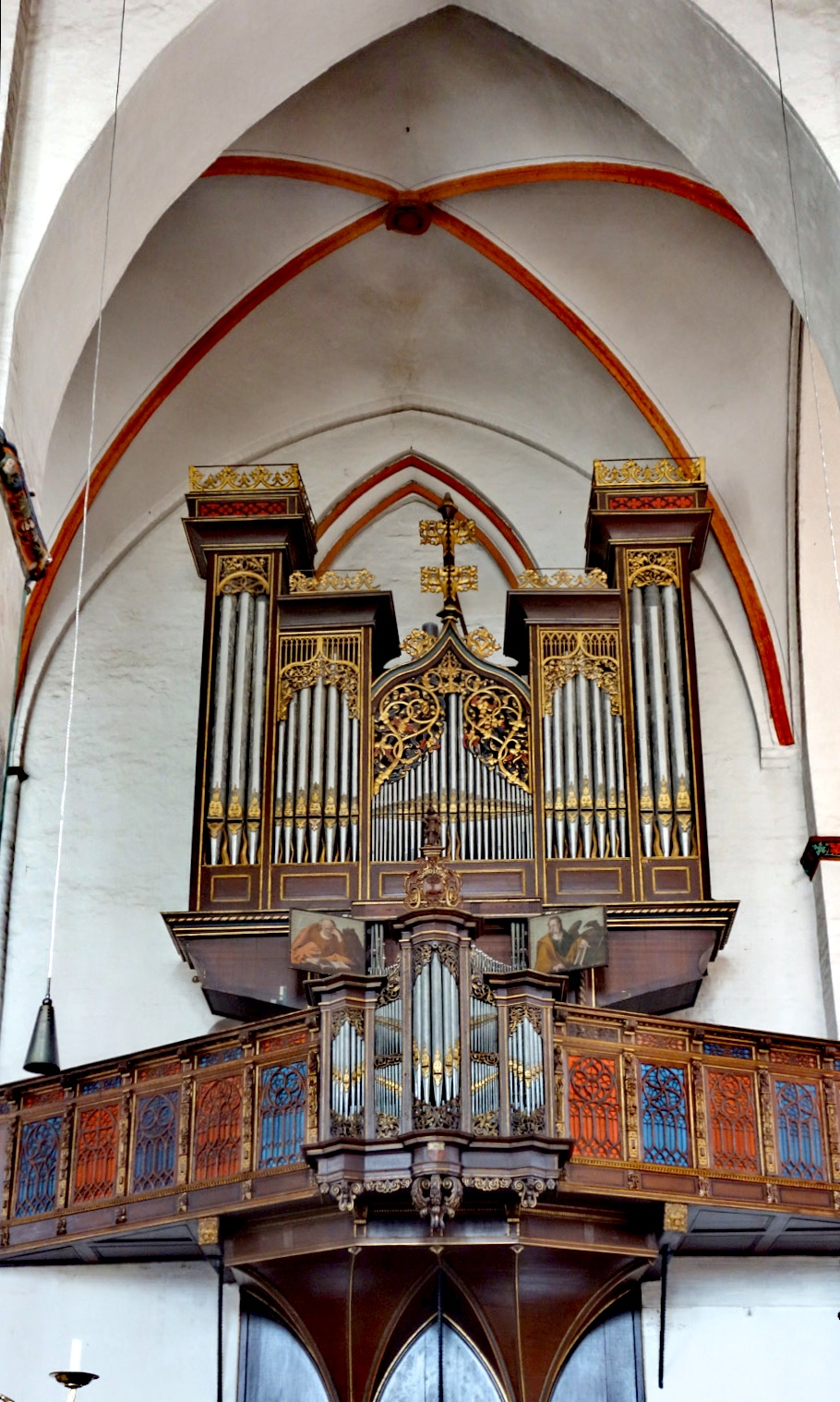
Il Kleine Orgel.

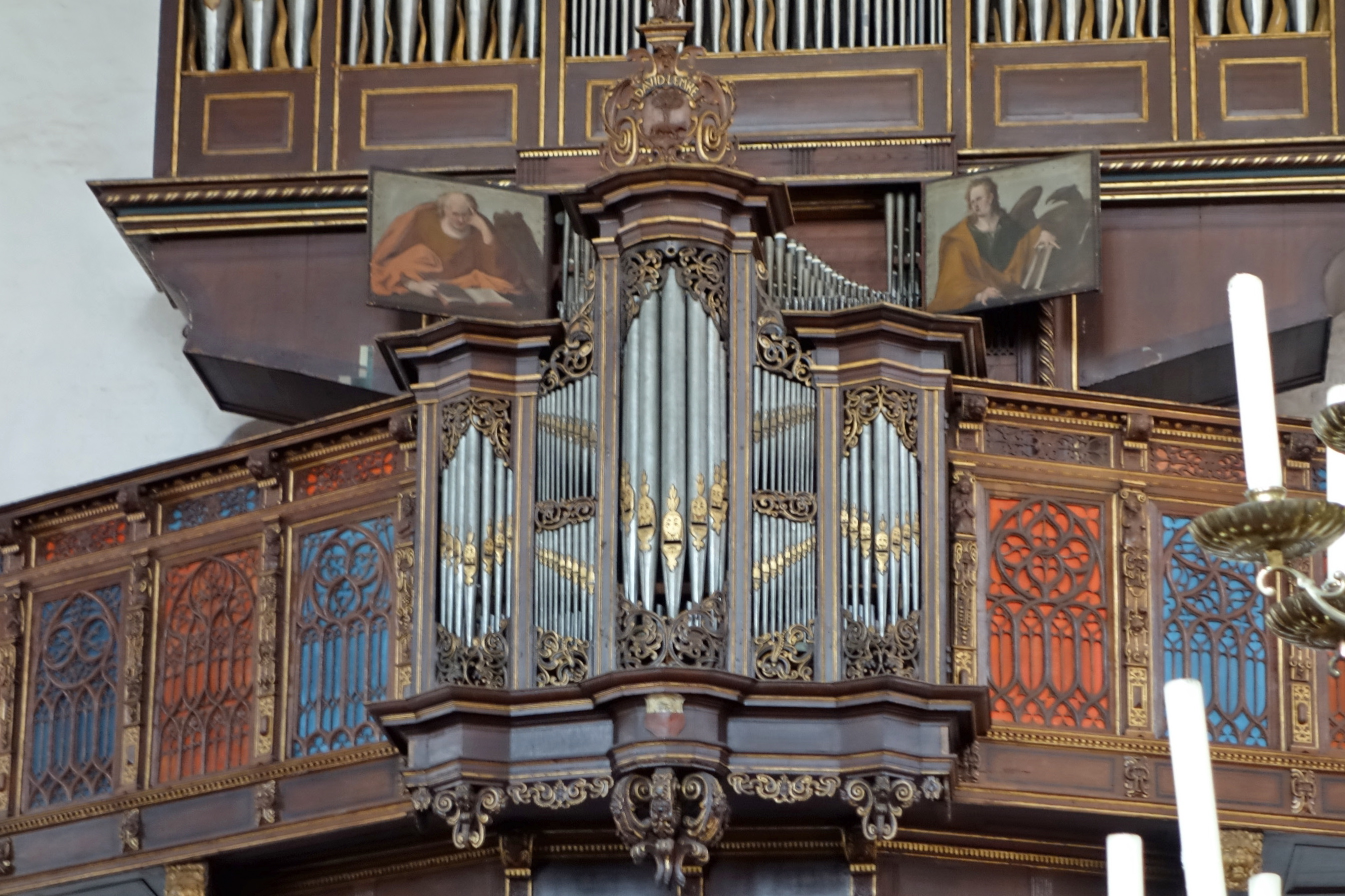
Particolare del rückpositiv del Kleine Orgel.

### Storia
Fra il 1467 e il 1515 venne realizzato, all'interno della chiesa, un organo sospeso collocato sulla parete nord. Su questo strumento intervenne, nel 1636-1637, Friedrich Stellwagen, il quale realizzò una divisione fra hauptwerk e rückpositiv e aggiunse una piccola pedaliera. L'organo fu rinnovato nel 1935 da Karl Kemper, il quale restaurò diversi registri ed estese la pedaliera. Durante la seconda guerra mondiale lo strumento fu completamente smontato per preservarlo dai bombardamenti, venendo reinstallato nel 1946. Durante la ricostruzione e un successivo intervento effettuato nel 1961, parte del materiale storico fu eliminata, come, ad esempio, la consolle e il subbasso del 1637. L'organo venne restaurato filologicamente nel 1977-1978 dai fratelli Hillebrand, i quali riportarono lo strumento a una condizione il più vicino possibile a quella originaria.

### Caratteristiche tecniche
Attualmente l'organo è a trasmissione interamente meccanica, il corista del La corrisponde a 493 Hz e il temperamento è il Werckmeister I. La disposizione fonica è la seguente:
| Primo manuale - Rückpositiv |        |     |
| Gedackt                     | 8'     | S   |
| Quintadena                  | 8'     | S   |
| Principal                   | 4'     | S   |
| Hohlflöte                   | 4'     | S   |
| Sesquialtera                | II     | S/H |
| Scharf                      | III-IV | S   |
| Trechterregal               | 8'     | S   |
| Krummhorn                   | 8'     | S   |

| Secondo manuale - Hauptwerk |        |             |
| Principal                   | 16'    | G           |
| Octave                      | 8'     | G           |
| Spillpfeife                 | 8'     | S           |
| Octave                      | 4'     | G           |
| Nasat                       | 2' 2/3 | XVII secolo |
| Rauschpfeife                | II     | G/H         |
| Mixtur                      | IV     | G/H         |
| Trompete 8'                 | H      |             |

| Terzo manuale - Brustwerk |    |   |
| Gedackt                   | 8' | S |
| Quintadena                | 4' | S |
| Waldflöte                 | 2' | S |
| Cimbel                    | II | S |
| Regal                     | 8' | S |
| Schalmei                  | 4' | S |

| Pedal            |     |     |
| Subbaß           | 16' | H   |
| Principal        | 8'  | H   |
| Spillpfeife (HW) | 8'  | S   |
| Octave           | 4'  | H   |
| Gedackt          | 4'  | G/H |
| Flöte            | 2'  | H   |
| Rauschpfeife     | IV  | H   |
| Posaune          | 16' | H   |
| Trompete (HW)    | 8'  | H   |
| Trompete         | 4'  | H   |
| Regal            | 2'  | H   |

G = Materiale gotico (1467-1515).
S = Friedrich Stellwagen (1636-1637).
H = Fratelli Hillebrand (1977-1978).

## L'organo positivo

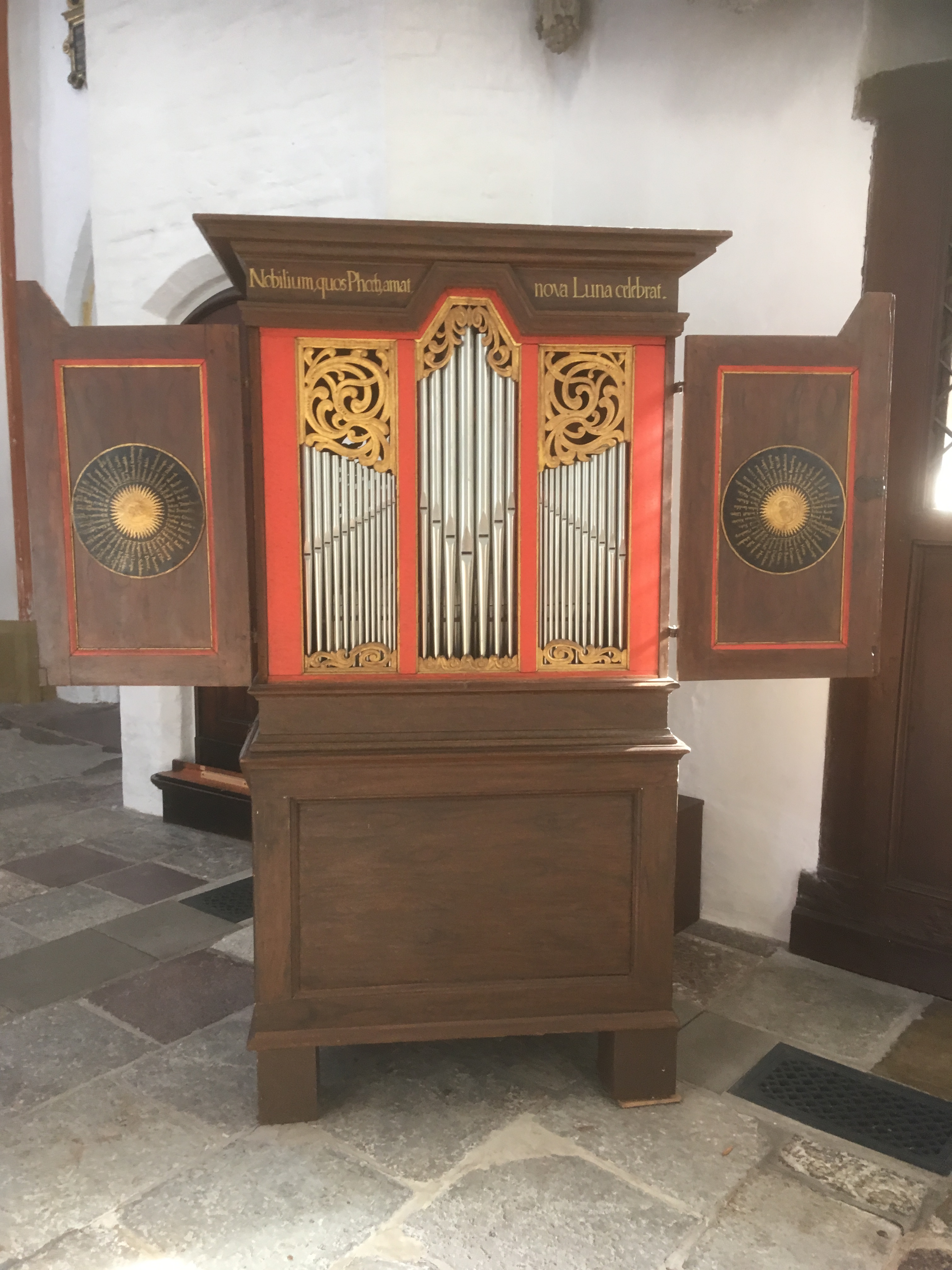
L'organo positivo.

### Storia
Oltre ai due strumenti storici, nella chiesa di San Giacomo è presente anche un organo positivo. Nelle sacrestie c'era un armadio con inciso l'anno 1673. Dopo alcuni studi si riuscì a far coincidere quell'armadio con un organo realizzato appunto nel 1673 da Jochim Richborn, strumento del quale si erano perse le tracce dal 1844, la cui cassa era stata evidentemente riconvertita ad armadio. I somieri e le canne vennero ricostruite da Mads Kjersgaard nel 1999-2000.

### Caratteristiche tecniche
L'organo è a trasmissione interamente meccanica, il corista del La corrisponde a 471 Hz e il temperamento è il mesotonico. La disposizione fonica è la seguente:
| Manuale              |        |
| Principal Discant    | 8'     |
| Gedact               | 8'     |
| Principal            | 4'     |
| Octava               | 2'     |
| Quinta Bass          | 1' 1/2 |
| Sexquialter Discant  | 3' 3/5 |
| Sedecima             | 1'     |
| Dulcian Bass/Discant | 8'     |